# Reihengeschäft
Das Reihengeschäft ist ein Begriff aus dem Umsatzsteuerrecht und bezeichnet die Konstellation, die vorliegt, wenn mindestens drei Personen über dieselbe Ware ein Geschäft abschließen, bei der aber nur eine einzige Warenbewegung vom Lieferanten direkt an den Endabnehmer stattfindet. Die Geschäfte zwischen den Personen sind in Bezug auf Ort, Zeitpunkt und Art als sogenannte „ruhende“ Lieferungen (keine Warenbewegung) oder „bewegte“ Lieferung (tatsächliche Warenbewegung) innerhalb des Reihengeschäfts eigenständig zu beurteilen.

## Historische Entwicklung
Das Reihengeschäft war bis 31. Dezember 1996 als Legaldefinition in § 3 Abs. 2 UStG a.F. enthalten. Dieser Regelung zufolge galt die Lieferung an den letzten Abnehmer gleichzeitig als Lieferung eines jeden Unternehmers in der Reihe. Nach dieser Regelung wurden alle Lieferungen als bewegte Lieferungen zum gleichen Zeitpunkt und am gleichen Ort bewirkt.
Mit Wirkung zum 1. Januar 1997 wurden die umsatzsteuerlichen Vorschriften zum Reihengeschäft an die Regelungen der Europäischen Union angepasst. Zu diesem Zwecke wurden alle Vorschriften, die mit dem Reihengeschäft in Zusammenhang stehen, aufgehoben. Seit diesem Zeitpunkt verwendet das Umsatzsteuergesetz den Begriff Reihengeschäft nicht mehr. § 3 Abs. 6 Satz 5 UStG enthält den Tatbestand des Reihengeschäfts, ohne es als solches zu bezeichnen.
Wirksam ab 1. Januar 2020 ist das Reihengeschäft in § 3 Abs. 6a UStG geregelt, wo es in einem Klammerzusatz auch als solches bezeichnet wird.

## Tatbestand
Ein Reihengeschäft liegt vor, wenn mindestens drei Personen mindestens zwei Umsatzgeschäfte über denselben Gegenstand abschließen und der Gegenstand unmittelbar vom ersten Lieferer an den letzten Abnehmer gelangt. Fehlt es an einer dieser Voraussetzungen, handelt es sich nicht um ein umsatzsteuerliches Reihengeschäft und jede Lieferung ist als einzelne Warenlieferung im Sinne von § 3 Abs. 1 UStG getrennt zu beurteilen. Insbesondere liegt dann kein Reihengeschäft vor, wenn der Gegenstand durch mehrere beteiligte Personen zum Bestimmungsort transportiert wird (gebrochener Transport) und somit kein unmittelbares Gelangen vorliegt.
Beispiel für ein Reihengeschäft:
Kunde C bestellt beim Händler B einen Schrank, Händler B bestellt wiederum den Schrank bei Großhändler A und beauftragt diesen, die Ware direkt an den Kunden C zu transportieren.
Lösung:
Der Gegenstand der Lieferung gelangt von Großhändler A direkt zum Kunden C. Es handelt sich daher um ein Reihengeschäft im Sinne von § 3 Abs. 6a Satz 1 UStG, da mindestens drei Personen über denselben Gegenstand (den Schrank) Umsatzgeschäfte abgeschlossen haben und der Schrank unmittelbar vom Großhändler zum Kunden gelangt.

## Problematik
Im Falle eines Reihengeschäfts liegen entsprechend viele Lieferungen wie abgeschlossene Umsatzgeschäfte vor, jedoch ist nur eine Lieferung eine bewegte Lieferung (Versendungs- oder Beförderungslieferung). Bei den übrigen Lieferungen liegen ruhende Lieferungen vor. Aufgrund der Qualifikation als ruhende oder bewegte Lieferung ist Leistungsort und -zeitpunkt der einzelnen Lieferungen zu bestimmen. Zudem setzen Ausfuhrlieferungen nach § 6 UStG oder innergemeinschaftliche Lieferungen nach § 6a UStG bewegte Lieferungen voraus, so dass nur dann die Lieferungen nach § 4 Nr. 1 UStG steuerfrei sein können.
Welche Lieferung die bewegte und welche die ruhende Lieferung ist, richtet sich in erster Linie danach, wer zum Zeitpunkt der Warenbewegung die Verfügungsmacht über den Gegenstand innehat.
- Bewegt der erste Unternehmer in der Reihe die Ware, so ist die Lieferung von ihm in der Regel als die bewegte anzusehen.[3]
- Bewegt der letzte Unternehmer in der Reihe die Ware, so ist die Lieferung an ihn in der Regel als die bewegte anzusehen.[4]
- Bewegt ein mittlerer Unternehmer in der Reihe die Ware, so muss anhand der Vereinbarungen der beteiligten Personen ermittelt werden, ob er als Lieferer oder als Abnehmer die Ware bewegt. Nach § 3 Abs. 6 Satz 6 UStG wird vermutet, dass die erste Lieferung die bewegte Lieferung ist, wenn der mittlere Unternehmer nichts anderes nachweist. Es ist fraglich, ob diese gesetzliche Bestimmung mit der Mehrwertsteuer-Systemrichtlinie vereinbar ist.

Daher muss zur Bestimmung des Lieferorts unterschieden werden:
- Lieferort der bewegten Lieferung ist dort, wo die Warenbewegung beginnt (§ 3 Abs. 6 S. 1 UStG).
- Lieferort der ruhenden Lieferung ist beim Reihengeschäft dort,
  - wenn die bewegte Lieferung dieser vorangeht, wo die Warenbewegung endet (§ 3 Abs. 7 S. 2 Nr. 2 UStG) oder
  - wenn die bewegte Lieferung dieser folgt, wo die Warenbewegung beginnt. (§ 3 Abs. 7 S. 2 Nr. 1 UStG)

Beispiel für die Zuordnung der Warenbewegung und deren Konsequenz:
Sachverhalt wie oben.
Lösung:
Da A den Schrank zum Kunden transportiert und während des Transports die Verfügungsmacht behält, ist die Warenbewegung der ersten Lieferung zuzuordnen. Damit wird die erste Lieferung als bewegte Lieferung am Beginn der Warenbewegung ausgeführt und die zweite Lieferung als ruhende Lieferung am Ende der Warenbewegung. Sofern die Warenbewegung in einem EU-Mitgliedstaat beginnt und in einem anderen EU-Mitgliedstaat endet, sind die tatbestandlichen Voraussetzungen einer steuerfreien, innergemeinschaftlichen Lieferung erfüllt. Die Voraussetzungen sind durch einen Beleg- und Buchnachweis nachzuweisen.

## Innergemeinschaftliches Dreiecksgeschäft
Das innergemeinschaftliche Dreiecksgeschäft ist ein Spezialfall des Reihengeschäfts.